# Planell de Fitero
El Planell de Fitero és una plana de muntanya del terme municipal de la Torre de Cabdella, en el seu terme primigeni, al Pallars Jussà.
Està situat al nord-oest del Fitero, a llevant del Pic de Filià, a la capçalera del barranc de Gatopelado. És al nord del poble d'Espui.